# Eduardo Brock
Eduardo Schroeder Brock (* 6. Mai 1991 in Arroio do Meio) ist ein brasilianischer Fußballspieler. Er wird auf der Position eines Innenverteidigers eingesetzt. Derzeit steht er beim Club Cerro Porteño unter Vertrag.

## Karriere
Brock begann seine fußballerische Laufbahn als Sechsjähriger im Nachwuchsbereich des Grêmio FBPA. 2011 versuchte er zunächst in Rumänien und Belgien, die genauen Stationen sind nicht bekannt, Fuß zu fassen. Nachdem ihm dieses nicht gelungen war, wechselte er 2012 zum unterklassigen Canoas SC aus Canoas. Mit diesem bestritt er in der Staatsmeisterschaft von Rio Grande do Sul am 22. Januar 2012 sein erstes Spiel als Profi. Im Spiel beim Veranópolis ECRC stand er in der Startelf.
Nach weiteren Stationen beim EC Novo Hamburgo, EC Juventude und CE Aimoré, kam Brock 2014 zu Grêmio Esportivo Brasil. 2015 erreichte der Klub in der Série C den vierten Tabellenplatz und erreichte damit den Aufstieg in die Série B 2016. Brock kam in dem Klub nicht über die Rolle eines Reservespielers hinaus und spielte zumeist als Außenverteidiger, machte aber in der Liga so auf sich aufmerksam, dass er zur Saison 2017 zum Ligakonkurrenten Paraná Clube wechselte.
Bei Paraná konnte wieder auf seiner Lieblingsposition in der Innenverteidigung auflaufen und etablierte sich schnell als Stammspieler. In der Série B 2017 erreichte der Klub den vierten Platz und qualifizierte sich für die Série A 2018. Brock betritt dabei 37 von 38 möglichen Spielen (ein Tor). Den sportlichen Aufstieg machte er aber, aufgrund eines Wechsels zum Goiás EC zur Saison 2018, nicht mit. Der Kontrakt erhielt eine Laufzeit über zwei Jahre. Noch im Zuge der Austragung der Série B 2018 wechselte Brock erneut. Im Juni nahm er ein Angebot des Ceará SC aus der Série A 2018 an, bei diesem bis zum Ende der Saison im Dezember zu spielen. Obwohl Brock bei Ceará nur Reservespieler mit wenigen Einsätzen war, wurde er nach Ablauf der Leihe fest von dem Klub übernommen. Der Kontrakt erhielt eine Gültigkeit bis Jahresende 2019.
Nach einer weiteren Verlängerung wechselte Brock zur Saison 2021 zum Cruzeiro EC nach Belo Horizonte. Der Vertrag erhielt eine Laufzeit bis zum Ende der Staatsmeisterschaft von Minas Gerais im April 2022. Bei Cruzeiro avancierte er wieder zum Stammspieler, was ihm eine Vertragsverlängerung bis Mai 2023 einbrachte. Im November 2022 konnte Brock mit dem Klub die Série B 2022 gewinnen und den Aufstieg in die Série A für 2023 feiern. Brock machte den Aufstieg durch einen Wechsel nach Paraguay zum Club Cerro Porteño aber nicht mit. Die Ablösesumme betrug 600.000 Dollar und der Kontrakt erhielt eine Laufzeit bis Jahresende 2024. Nach Auslaufen seines Vertrages kehrte er in seine Heimat zurück.
Im Dezember 2024 gab der Avaí FC bekannt, Brock für die Saison 2025 verpflichtet zu haben.

## Erfolge
Goiás
- Staatsmeisterschaft von Goiás: 2018

Ceará
- Copa do Nordeste: 2020

Cruzeiro
- Série B: 2022